# Зоринська сільська рада (Бійський район)
Зо́ринська сільська рада (рос. Заринский сельский совет) — сільське поселення у складі Бійського району Алтайського краю Росії.
Адміністративний центр — селище Зоря.

## Населення
Населення — 1487 осіб (2019; 1629 в 2010, 1691 у 2002).

## Склад
До складу сільської ради входять:
| Населений пункт       | Населення, осіб (2002) | Населення, осіб (2010) |
| --------------------- | ---------------------- | ---------------------- |
| Зоря, селище          | 1005                   | 972                    |
| Стара Чемровка, село  | 564                    | 550                    |
| Студенчеський, селище | 122                    | 107                    |